# Die Flippers
Die Flippers – zespół muzyczny z Niemiec, laureaci wielu nagród i zdobywcy wielu złotych oraz platynowych płyt w branży muzycznej.

## Biografia zespołu
Utworzony został w roku 1964 pod nazwą pierwotną Dancing Band, by po roku działalności przemianować swą nazwę na Dancing Show Band.
W tym czasie trzon zespołu tworzyli : Manfred Durban (perkusja, trąbka), Claus Backhaus (gitara, saksofon), Franz Halmich (organy, saksofon), Manfred Mössner (gitara), Manfred Hehl (elektrobasy) i Hans Springer (banjo, trąbka). W krótkim czasie z zespołu odszedł Hans Springer, a w jego miejsce do zespołu dołączył Bernd Hengst (gitara, śpiew).
Początkowo zespół grywał w weekendy i powoli aczkolwiek systematycznie zdobywał w regionie coraz większą renomę i rozgłos.
W roku 1966 następuje kolejna rotacja w zespole. Manfreda Mössnera zastępuje Roland Bausert (gitara, śpiew), natomiast w roku 1967 do zespołu dołączył Olaf Malolepski (gitara, śpiew).
W tym składzie zespół staje się coraz bardziej znany w kraju, dostaje też coraz więcej ofert i jest częściej zapraszany przez organizatorów różnorakich imprez. Grywają w rozmaitych dyskotekach, salach tanecznych, na dużych uroczystościach.
Początki zdobycia większej sławy jako zespół datowane są na rok 1969. Wtedy to Bernd Hengst wraz z Franzem Halmichem skomponowali piosenkę pt. „Weine nicht, kleine Eva“, którą to nagrali na singlu pod nową już nazwą zespołu „The Flippers“.
Piosenka ta stała się sensacją i z wielkim powodzeniem była prezentowana w radio i telewizji. To zaowocowało tym, że TV ZDF zaprasza ich do programu, a sukces w telewizji przysparza jeszcze większą rzeszę fanów dla tego zespołu. Do dziś piosenka ta jest jednym z najpopularniejszych przebojów piosenki niemieckiej.
Kolejny singiel „Nur mit dir allein“ nie zyskał już takiej popularności, za to trzeci, wydany w 1970 roku pt. Sha La La, I Love You, stał się kolejnym, dużym przebojem. W tym samym też roku Die Flippers wydali swoją pierwszą płytę długogrającą „DIE FLIPPERS”.
Grupa po odniesieniu sukcesu w następujących latach wydała wiele utworów i płyt długogrających. Rozpoczęła koncerty w kraju i w sąsiednich państwach, zyskując za granicą coraz bardziej sławę zespołu grającego „dla wszystkich”. Sukcesy grupy awansowały ich do grupy największych sław zespołów lat 70.
Końcówka lat 70. doprowadza do spadku notowań zespołu. Najpierw w roku 1974 grupę opuścił Claus Backhaus, z końcem roku 1979 z zespołu odchodzi Roland Bausert.

W zespole następuje kryzys w twórczości, skutkiem czego spada sprzedaż płyt, mimo to zespół nie załamuje się i nadal koncertuje w południowych landach Niemiec. W zespole dochodzi do korekt w składzie. Do grupy dołącza nowy piosenkarz Albin Berger (gitara, śpiew). Zmienił się też zespół producentów, a zostali nimi Mick Hannes i Walter Gerke.
W roku 1984 - dwaj kolejni członkowie zespołu opuszczają grupę - Albin Bucher i Franz Halmich.
Dopiero od roku 1986 wykrystalizowała się skład grupy. Trio występuje do dziś: Bernd Hengst, Olaf Malolepski i Manfred Durban .
Od tego czasu grupa zdobywała coraz większą popularność czego skutkiem była złota płyta za podwójny singiel „Auf rote Rosen fallen Tränen“ i „Ein kleines Lied vom Sonnenschein“, a piosenka „Auf rote Rosen fallen Tränen“ urosła do miana wielkiego hitu roku.
Wraz z tą piosenką, dla zespołu Die Flippers nastały lepsze czasy. Zespół wystąpił w programie telewizyjnym „Hitparade” stacji ZDF, a w roku 1987 Radio Benelux wręcza im "Złoty mikrofon” 
Kolejne wielkie przeboje i występy w radio i telewizji przyniosły grupie wiele przebojów i złotych płyt.
Rok 1988 to okres, w którym Die Flippers wyruszyło na swoje pierwsze, wielkie tournée. Ich hit "Arrivederci, Ciao, Amor” zdobywa rzeszę fanów i kolejną złotą płytę.
Od tego czasu następują cykliczne, coroczne podróże artystyczne. Największy koncert jaki Die Flipers wykonało w 2004 roku miało miejsce w hali Westfalenhalle w Dortmundzie dla 15.000 słuchaczy.
Grupa w roku 1994 nakręciła dla stacji ZDF specjalne videoprogramy o sobie, przeplatane śpiewanymi swoimi przebojami. Gospodynią tych programów była znana w Niemczech Marlene Charell. Takie programy były nagrywane w specjalnych miejscach, m.in. na Majorce (1994), w Wenecji (1996), na Lazurowym Wybrzeżu (1998) i w Monako (1998).
W roku 1999 nakręcono film fabularny o zespole pt. „In Tach, Herr Doktor“, a zespół występował „na żywo“ w scenerii ogrodowego przyjęcia. Podczas tej transmisji przekroczona została kolejna bariera oglądalności telewidzów w Niemczech (ponad 6 mln).
Początek nowego tysiąclecia to kolejne pasmo sukcesów zespołu i zdobywanie nowych złotych płyt. Odbywają wiele koncertów, zostają zapraszani do różnych programów, imprez kulturalnych, odbywają następne koncerty.
W roku 2004 grupa Die Flippers świętowała swój jubileusz 35-lecia pracy artystycznej. Z tej okazji odbyli kolejne tournée po miastach.
Podróżują przez całe Niemcy i występują w największych halach: Kölnarena w Kolonii, Colorline Arena Hamburgh, König-Pilsener-Arena w Oberhausen, Schleyerhalle w Stuttgarcie, Olympiahalle w Monachium.
Die Flippers są najbardziej znaną grupą muzyczną w krajach niemieckojęzycznych. Swoją popularność zdobyli i zdobywają również poza granicami i jako goście często występują w licznych show programach z udziałem znanych gości.
W roku 2005 wydana została płyta DVD z muzykalną podróżą przez 35-lecie trwania zespołu, która to ze swoimi wielkimi przebojami osiągnęła status platynowej płyty.

## Dyskografia

### Single
| - Weine nicht, kleine Eva (1969) - Nur mit Dir allein (1970) - Sha La La I Love You (1970) - Julia (1970) - Bye Bye bis morgen (01/1971) - Gipsy, ich bin so allein (1971) - Du bist schön wie Mona Lisa (1972) - Mama (1972) - Hello My Love (1972) - Bleib mir treu (1972) - Maja (1973) - Was hast Du am Sonntag allein gemacht (1973) - Komm auf meine Insel (1974) - Rosemarie (1974) - Luana (1975) - Arrivederci Napoli (1975) - Ännchen von Tharau (1975) - Wenn weiße Wolken heimwärts zieh'n (1976) - Surf Baby Surf (1976) - Marlena (1976) - Kleine Sonja (1976) - Kinder des Sommers (1977) - Schau in den Spiegel, Du bist schön (1977) - Bye Bye Bella Senorita (1978) - So wirst Du nie meine Braut (1978) - Rock'n Roll Lady (1979) - Ich glaub', dass Liebe mehr ist (1980) - Isabell (1980) - Immer nur träumen (1981) - Die Nacht der tausend Rosen (1981) - Jackie (1982) - Ein kleines Hotel bei Cuxhaven (1982) - Nein, nein, ich bin lieber frei (1983) | - Nimm den ersten Zug (1983) - Ich kann den Anderen in Deinen Augen sehen (1984) - Maria La Catalania (1984) - Hab' ich Dich verloren (1984) - Auf rote Rosen fallen Tränen (1985) - Ein kleines Lied vom Sonnenschein (1986) - Die rote Sonne von Barbados (1986) - Nur wer die Sehnsucht kennt (1986) - Mexico (1987) - Malaika (1987) - Acapulco (1988) - Arrivederci, Ciao, Amor (1988) - Mitternacht in Trinidad (1988) - St. Tropez (1988) - Summer Lady (1988) - Je t'aime heißt: „Ich liebe Dich“ (1989) - Sommerwind (1989) - Lotosblume (1989) - Moskau im Regen (1989) - Sieben Tage (1990) - Santa Maria Goodbye (1990) - Goodbye Eloisa (1991) - Schuld war die Sommernacht auf Hawaii (1991) - Mona Lisa (1991) - Liebeskummer (1992) - Hasta la vista (1992) - Mädchen von Capri (1992) - Im heißen Sand von Rhodos (1992) - Angelina (1993) - Sehnsucht nach irgendwo (1993) - Tanzen unter'm Regenbogen (1993) - Wilde Orchidee (1993) - Ein Herz auf Reisen (1994) | - Sayonara (1994) - Der letzte Bolero (1995) - Sommersprossen (1995) - Weit, weit von Hongkong (1996) - Der Löwe schläft heut nacht (1996) - Mexican Lady (1996) - Rote Sonne, weites Land (1996) - Lena - steig in mein rotes Cabriolet (1997) - Manuels Melodie (1997) - Ein Herz aus Schokolade (1997) - Lady Bonita (1998) - Das ganze Leben ist eine Wundertüte (1998) - Liebe ist mehr als nur eine Nacht (1998) - Der Hit auf Hit Party Mix (1999) - In Venedig ist Maskenball (1999) - Abschiedswalzer (2000) - Der kleine Floh in meinem Herzen (2000) - Die weißen Mühlen von Rhodos (2001) - Bye Bye Belinda (2001) - Sie will einen Italiener (2002) - Isabella (2002) - Drei Töne am Piano (2003) - Immer, immer wieder (2003) - Wetten, dass ... (2004) - Auf deiner Mailbox sind drei Küsse von mir (2005) - Hundertmal (2005) - Solang' in uns ein Feuer brennt (2004) - Wir Männer (2005) - Du bist ein ungelöstes Rätsel (2005) - Du bist der Oscar meines Herzens (2006) - Er war der größte Casanova (2006) - Kein Weg zu weit (2007) - Wenn ich Dich nicht haben kann (2007) - Frauen Uber 40 (2007) - Millionar (2007) - Aloha He - Stern der Südsee (2009) |

### Albumy
- 1970: Die Flippers
- 1971: Alles Liebe
- 1973: Komm auf meine Insel
- 1975: Das schönste im Leben / Die schönsten Volkslieder
- 1976: Von Herz zu Herz
- 1976: Ihre Grossen Erfolge
- 1977: Marlena
- 1978: Kinder des Sommers
- 1979: Heimweh nach Tahiti
- 1980: Immer nur träumen
- 1981: Wünsche fliegen übers Meer
- 1983: Ich halt zu dir
- 1984: Ich kann den anderen in die Augen sehen
- 1985: Auf rote Rosen fallen Tränen
- 1986: Nur wer die Sehnsucht kennt
- 1987: Aus Liebe weint man nicht / Weihnachten mit den Flippers
- 1988: Nur für dich
- 1989: Liebe ist ... / Lotosblume
- 1990: Sieben Tage Sonnenschein
- 1991: Liebe ist ... (2) / Träume einer Nacht
- 1992: Liebe ist eine Rose
- 1993: Sehnsucht nach Irgendwo
- 1994: Unsere Lieder / Sayonara
- 1995: Sommersprossen
- 1996: Liebe ist ... (3) / Rote Sonne weites Land
- 1997: Ein Herz aus Schokolade
- 1998: Das Leben ist eine Wundertüte
- 1999: Das Hit auf Hit Party Album / Maskenball
- 2000: Der Floh in meinem Herzen
- 2001: Das muss doch Liebe sein
- 2002: Isabella
- 2003: Immer immer wieder
- 2004: Ein Leben für die Zärtlichkeit / Solang in uns ein Feuer brennt
- 2005: Hundertmal
- 2006: Du bist der Oscar meines Herzens
- 2007: Kein Weg zu weit
- 2008: Ay, Ay Herr Kapitän
- 2009: Aloha He Stern der Südsee
- 2009: Das neue Hit auf Hit Partyalbum[potrzebny przypis]
- 2010: Es war eine wunderschöne Zeit
- BEST OF alle groβen Hits aus 42 Jahren

### Filmy muzyczne
- Unsere Lieder Die Flippers auf Mallorca 25 Jahre Die Flippers  (1994)
- Liebe ist... Die Flippers in Venedig  (1996)
- Das Leben ist eine Wundertüte Die Flippers an der Côte d'Azur  (1998)
- Maskenball Die Flippers im Tessin 30 Jahre Die Flippers  (1999)
- Der Floh in meinem Herzen Die Flippers auf Inseltour in Griechenland  (2000)
- Das muß doch Liebe sein Die Flippers in Portugal  (2001)
- Isabella Die Flippers am Gardasee (2002)
- Immer immer wieder Die Flippers an der Costa del Sol  (2003)
- 35 Jahre Die Flippers Unsere schönsten musikalischen Reisen 35 Jahre Die Flippers  (DVD 1,2) (2004)
- Hundertmal Die Flippers in Istrien  (2005)
- 40 Jahre Die Flipers Das beste aus 40 Jahren  (2009)

### DVD
- Eine musikalische Zeitreise mit den Flippers (2002)
- Isabella (2002)
- Immer immer wieder Die Flippers an der Costa del Sol  (2003)
- 35 Jahre die Flippers Unsere schönsten musikalischen Reisen (Cz. 1 i 2) (2004)
- Hundertmal Eine musikalische Reise durch Istrien  (2005)
- Unsere Lieder (2006)
- Liebe ist ... mein erster Gedanke (2006)
- Das Leben ist eine Wundertüte (2006)

## Nagrody i wyróżnienia
- 5-krotny laureat "Platin-Schallplatten" (Platynowe płyty)
- 24-krotny zdobywca "Goldene Schallplatten" (Złotej płyty)
- 11-krotny zdobywca "Goldene Stimmgabeln" (Złote widełki): 1988, 1991, 1994, 1995, 1996, 1998, 1999, 2000, 2002, 2003, 2004
- 2-krotny laureat nagrody "Echo" (nagroda przyznawana przez Deutsche Phono-Akademie): 1994, 2000